# Anthony Swamy Thomasappa
Anthony Swamy Thomasappa (* 9. Februar 1951 in Mariannapalaya, Karnataka) ist ein indischer römisch-katholischer Geistlicher und Bischof von Chikmagalur.

## Leben
Anthony Swamy Thomasappa besuchte zunächst die Grundschule in Mariannapalaya und später die weiterführende Schule in Bangalore. Von 1970 bis 1973 absolvierte er ein theologisches Propädeutikum an den propädeutischen Seminaren in Mysore und in Bangalore. Anschließend studierte er Philosophie und Katholische Theologie am Päpstlichen Priesterseminar St. Peter in Bangalore. Am 20. Mai 1984 empfing er in der Pfarrkirche St. James in Mariannapalaya durch den Erzbischof von Bangalore, Packiam Arokiaswamy, das Sakrament der Priesterweihe für das Erzbistum Bangalore.
Nach der Priesterweihe war Thomasappa zuerst als Pfarrvikar der Pfarrei Our Lady of Lourdes in Ulsoor, einem Stadtteil von Bangalore, tätig, bevor er 1988 Pfarrer der Pfarrei Resurrection in Bangalore wurde. Von 1990 bis 1992 war er Pfarrer der Pfarrei St. Theresa in Bangalore. Ab 1992 lehrte Thomasappa als Professor am Päpstlichen Priesterseminar St. Peter in Bangalore. Daneben setzte er 1994 seine Studien an der Päpstlichen Universität Gregoriana in Rom fort und wurde 1997 bei Ary Roest Crollius SJ mit der Arbeit Mission spirituality for India in the light of „Redemptoris Missio“ („Missionsspiritualität für Indien im Licht von ‚Redemptoris missio‘“) zum Doktor der Theologie im Fach Missionswissenschaft promoviert. Später fungierte Thomasappa zusätzlich als Direktor der Kannada Sangha Academy in Bangalore und als Herausgeber der Schriftenreihe des Theologischen Instituts des Päpstlichen Priesterseminars St. Peter in Bangalore sowie ab 2003 auch als Präsident der dortigen missionswissenschaftlichen Abteilung. Sein Forschungsschwerpunkt war die missionarische Spiritualität im Kontext Indiens. Ferner wirkte er als Seelsorger in der Missionsstation St. Anne in Mestripalaya. Darüber hinaus gehörte er dem Konsultorenkollegium des Erzbistums Bangalore an. Außerdem war Thomasappa zeitweise nationaler Präsident der Association of the Priests of St. Francis de Sales.
Am 2. Dezember 2006 ernannte ihn Papst Benedikt XVI. zum Bischof von Chikmagalur. Der Erzbischof von Bangalore, Bernard Blasius Moras, spendete ihm am 6. Februar 2007 in der Kathedrale St. Joseph in Chikmagalur die Bischofsweihe; Mitkonsekratoren waren der Bischof von Mysore, Thomas Vazhapilly, und der emeritierte Bischof von Chikmagalur, John Baptist Sequeira. Thomasappa wählte den Wahlspruch To love and serve („Zu lieben und zu dienen“).
Im regionalen Bischofsrat von Karnataka (KRCBC) fungiert er zudem als Vorsitzender der Bibelkommission. Ferner gehört er dem Verwaltungsrat des Päpstlichen Priesterseminars St. Peter in Bangalore an.